# Germania Inferior
La provincia romana de Germania Inferior (en latín, Germania Inferior) fue una provincia romana que ocupaba los territorios de los actuales Países Bajos, parte de Bélgica y el noroeste de Alemania, utilizando como frontera el curso del río Rin, que los romanos todavía deseaban cruzar, así como explorar la hasta entonces desconocida región.
Entre los años 39 y 38 a. C., Agripa expulsó a los suevos de la orilla oeste del Rin y estableció en su lugar a los ubios, un pueblo aliado de Roma. Las continuas guerras habían dejado esta región desierta, y los ubios fundaron el pueblo de Ara Ubiorum, la moderna Colonia. En el 27 a. C., Augusto creó la provincia de Gallia Belgica, cuya capital era Reims. 
El gobernador Marco Lolio supo en 17 a. C. que los sicambrios, usipetos y tencteros al mando del sugambro Melón habían cruzado el Rin; El ejército romano los interceptó en el valle del Mosa, pero los germanos rechazaron a la caballería y luego a los legionarios, y consiguieron capturar el águila de la Legio V Alaudae.  Para vengar esta humillación y restablecer el prestigio de Roma, Augusto envió a los hermanos Tiberio y Druso, hijos de su esposa Livia, a fortalecer la frontera del Rin. Además dividió los territorios germánicos conquistados en dos distritos militares romanos: Germania Superior y Germania Inferior. Para cuestiones administrativas dependían del legado de la Gallia Belgica, pero para cuestiones militares, los legados de las legiones eran plenamente autónomos.

### Creación
En el año 12 a. C., la tan esperada venganza romana contra los sugambros se concretó. Druso los derrotó y llegó hasta el río Lippe, donde atacó a los queruscos. En el 9 a. C. expulsó a los marcomanos, y Marbod su rey tuvo que dirigir su pueblo a Bohemia. En la siguiente primavera Druso llegó al río Albis (actual Elba), el territorio ganado le fue incorporado a la provincia[cita requerida]. Tiberio sucedió a su hermano en la conquista de Germania y, después de deportar a 40 mil sugambros y de desalojar su capital Nimega, se dirigió al oeste. El ejército de la Germania Inferior acompañó a Druso hasta el río Lippe. Druso y sus hombres remontaron entonces el Elba y llegaron hasta la región donde queda la actual Dresde. Al partir Tiberio a sofocar una nueva rebelión en Dalmacia, el ejército de la Germania Inferior quedó a las órdenes de Varo, el nuevo gobernador. La batalla del bosque de Teutoburgo terminó con la destrucción de las legiones XVII, XVIII y XIX y de sus unidades auxiliares, con el suicidio de Varo y el abandono de la Germania allende del Rin.
Desde entonces se incrementó la presencia militar con nuevas legiones. El ejército de la Germania Superior estaba constituido por la II Augusta, XIII Gemina, XIV Gemina y XVI Gallica. Por su parte, el ejército de la Germania Inferior estaba formado por la I Germanica, V Alaudae, XX Valeria Victrix y XXI Rapax.
Entre los años 16 y 13, Tiberio y Druso convirtieron la frontera con el Rin en una zona militarizada. Las legiones XVII y XVIII, cuya base quedaba en Gallia Belgica, tomaron la nueva provincia de Germania Inferior como nuevo centro de operaciones para proteger el Rin, movilizaron hasta 50.000 hombres. Por otro lado, la parte alta del Rin fue vigilada por las legiones I Germanica, V Alaudae y XIX, constituyendo la provincia de la Germania Superior. Las dos nuevas provincias estuvieron bajo el mismo gobierno de la Gallia Belgica, aunque en realidad se comportaban como provincias independientes. Esta situación de independencia se oficializó en el año 83 d. C., cuando, después de la sublevación de Lucio Antonio Saturnino, el emperador Domiciano las declaró provincias completamente independientes. En la Germania Inferior, los dos campamentos militares más importantes se ubicaron en Noviomagus Batavorum (Nimega) y Castra Vetera (Xanten), al tiempo que en Colonia se construía un templo a Marte y se depositaba una espada de César como reliquia.

### Decadencia
La emigración masiva a Roma en el siglo III fue deshabitando cada vez más la Germania Inferior. La reducción de los costos ayudó al gradual abandono de Flandes. A pesar de que los romanos habían soportado embate tras embate las invasiones bárbaras, no lograron oponerse a una nueva tribu germánica: los francos.
Los francos iniciaron su mayor ataque en los años 256 al 258, aprovechando que varias tropas habían salido a enfrentarse a los persas. Los invasores llegaron hasta la Galia, arrasaron Tréveris y Krefeld. Colonia se salvó por estar fuertemente fortificada. El emperador Galieno rescató a Tréveris e intentó expulsar a los francos. Tuvo que pagar a otra tribu germánica para que luchara con él, ya que no tenía fuerza suficiente para lograr su cometido. Sin embargo, Galieno no tuvo reparos en llamarse a sí mismo Germanicus Maximus, el más grande conquistador de las tribus germánicas. Entre los años 259 y 260, el gobernador de Germania Inferior, Póstumo, se proclamó emperador y fundó el Imperio Galo. Puesto que Galieno y sus seguidores estaban ocupados en el este, no se pudieron enfrentar a este usurpador, y la Germania Inferior fue ocupada por los francos.
El emperador romano Aureliano reconquistó en 273 los territorios perdidos en la Galia y acabó con el dominio galo. Se dio el nombre de reconstructor del mundo, y en parte tuvo razón, ya que trajo gloria de nuevo a un Imperio romano que se estaba cayendo a pedazos. Sin embargo, las cuantiosas pérdidas dejaron paso libre a la Germania Inferior a los francos, alamanes y piratas sajones. Las ciudades de Colonia y Tréveris capitularon, mientras que Neuss, Voorburg y Bavay fueron deshabitadas.

### Desaparición
Hacia comienzos del siglo IV, la provincia había cambiado de nombre a Germania Secunda, y el gobierno romano había dado permiso a miles de francos para que poblaran el deshabitado territorio, siempre y cuando defendieran la frontera. En el invierno del 406 al 407, los alanos y vándalos invadieron el Imperio romano, los francos se mantuvieron fieles a los romanos, pero al caer el gobierno central, los señores feudales francos se hicieron cargo del gobierno. En 476 Rómulo Augústulo fue depuesto -el último emperador romano de occidente fue llamado, irónicamente, como el primer emperador (Augusto) y como el fundador de Roma (Rómulo)-, y el rey franco Clodoveo I se hizo con el poder de la Galia y con la región que corresponde a la Germania Inferior o Secunda, mientras que el último general romano de la zona Siagrio, con los restos del ejército mantenía una precaria independencia, liquidada en 485 por Clodoveo.

## El tejido urbano
Los principales núcleos romanos de poblamiento en Germania Inferior fueron:
- Castra Vetera y aneja la Colonia Ulpia Trajana (Xanten, Alemania
- Corióvalo (Heerlen, Países Bajos)
- Albaniana (Alphen aan den Rijn, Países Bajos)
- Lugdunum Batavorum (Katwijk, Países Bajos)
- Forum Hadriani, (Voorburg, Países Bajos)
- La colonia Ulpia Noviomagus (Nimega, Países Bajos)
- Traiectum (Utrech, Países Bajos)
- Atuatuca Tungrorum (Tongeren, Bélgica)
- Bonna (Bonn, Alemania)
- Colonia Claudia Ara Agrippinensium (Colonia, Alemania), la capital provincial.